# Czałna-Onieżskaja
Czałna-Onieżskaja (ros. Чална-Онежская) – stacja kolejowa w miejscowości Czałna, w rejonie priażyńskim, w Karelii, w Rosji. Położona jest na linii Suojarwi – Pietrozawodsk.
Stacja powstała w 1940.